# İlter Türkmen

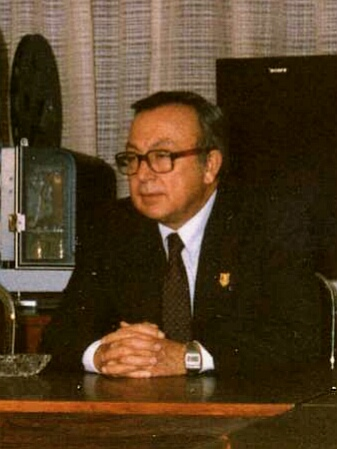
İlter Türkmen (Dezember 1980)

İlter Türkmen (* 8. November 1927 in Istanbul; † 6. Juli 2022) war ein türkischer Diplomat und Politiker.

## Leben
İlter Türkmen wurde 1927 als Sohn von Behçet Türkmen (1899–1972) geboren, der zwischen 1953 und 1957 Chef des türkischen Nachrichtendienstes Milli Emniyet Hizmeti war.
İlter Türkmen besuchte das Galatasaray-Gymnasium und studierte anschließend politische Wissenschaften an der Ankara Üniversitesi. 1949 wurde er Attaché im Außenministerium und arbeitete in den folgenden Jahren in der Planungsabteilung, dann an Botschaften in Kairo und Washington, D.C. 1968 wurde er während der Zypernkrise Botschafter in Athen. 1972 wechselte er als Botschafter der Türkei nach Moskau.
Von 1975 bis 1978 war Türkmen Ständiger Vertreter der Türkei bei den Vereinten Nationen in New York und 1979/80 Sonderbeauftragter des UN-Generalsekretärs für Thailand.
Nach dem Militärputsch in der Türkei 1980 berief ihn der Nationale Sicherheitsrat im Oktober 1980 zum Außenminister. Bis zur Formierung einer demokratischen Regierung nach der Parlamentswahl 1983 blieb Türkmen im Amt. 1983 bis 1985 arbeitete er als Ständiger Vertreter der Türkei bei den Vereinten Nationen in Genf. 1985 bis 1988 war er erneut Ständiger Vertreter der Türkei bei den Vereinten Nationen in New York.
1988 wurde er Botschafter in Paris. 1991 ging er in den Ruhestand. Bis 1996 arbeitete er dann als Generalkommissar beim Hilfswerk der Vereinten Nationen für Palästina-Flüchtlinge im Nahen Osten.
1995 kandidierte er für die Milliyetçi Hareket Partisi MHP in der Provinz Izmir für die Große Nationalversammlung der Türkei, wurde allerdings nicht gewählt. Eine kurze Zeit lang unterrichtete er an der Galatasaray Üniversitesi am Fachbereich für internationale Beziehungen. Außerdem schrieb er bis 2008 für die Hürriyet Kolumnen zur internationalen Politik.
Türkmen war verheiratet mit Mina Ozgandiçi, mit der er zwei Kinder hat. In zweiter Ehe war er mit Füsun Türkmen verheiratet.